# Peucedanum alpestre
Peucedanum alpestre är en flockblommig växtart som beskrevs av Spreng.. Peucedanum alpestre ingår i släktet siljor, och familjen flockblommiga växter. Inga underarter finns listade i Catalogue of Life.